# 3C 273
3C 273 ist die Bezeichnung des scheinbar hellsten Quasars am Sternenhimmel. 3C 273 war der erste entdeckte Quasar. Das Objekt befindet sich im Sternbild Jungfrau, steht in der Nähe der Ekliptik und kann gelegentlich vom Mond bedeckt werden. Seine Rotverschiebung beträgt z = 0,158, womit sich seine Leuchtkraftentfernung im ΛCDM-Modell zu 746,9 Mpc bzw. 2,436 Milliarden Lichtjahren ergibt. Über Reverberation-Mapping ließ sich die Masse zu 886 ± 187 Millionen Sonnenmassen bestimmen.

## Entdeckung
Maarten Schmidt entdeckte 1963 bei der näheren Untersuchung der zuvor von Martin Ryle kartographierten kosmischen Radioquellen, dass 3C 273 aus Ryles Third Cambridge Catalogue („3C“) eine sehr hohe Rotverschiebung aufwies, die nicht zu seinem Anschein als punktförmig erscheinender Einzelstern passte. Die Radiogalaxie 3C 273 war daher, wie sich herausstellte, nur „quasi stellar“, was zum Namen „Quasar“ führte.

## Helligkeit und Beobachtung
3C 273 besitzt eine scheinbare Helligkeit von +12,86 mag sowie eine absolute Helligkeit von −26,7 mag. Damit ist der Quasar 300 Mal heller als die Milchstraße und 4,1 Billionen Mal heller als die Sonne.
In einer klaren Nacht ist 3C 273 als leuchtendes Pünktchen im Okular eines guten Amateurteleskops zu erkennen. Das Objekt befindet sich etwa 4° in ost-ost-südlicher „8 Uhr“-Richtung von 16 Vir (5 mag). Aufgrund der geringen scheinbaren Helligkeit ist der Quasar aber nur mit einer sehr guten Sternkarte sicher zu finden. Für eine grobe Orientierung kann die Sternkarte unten herangezogen werden.

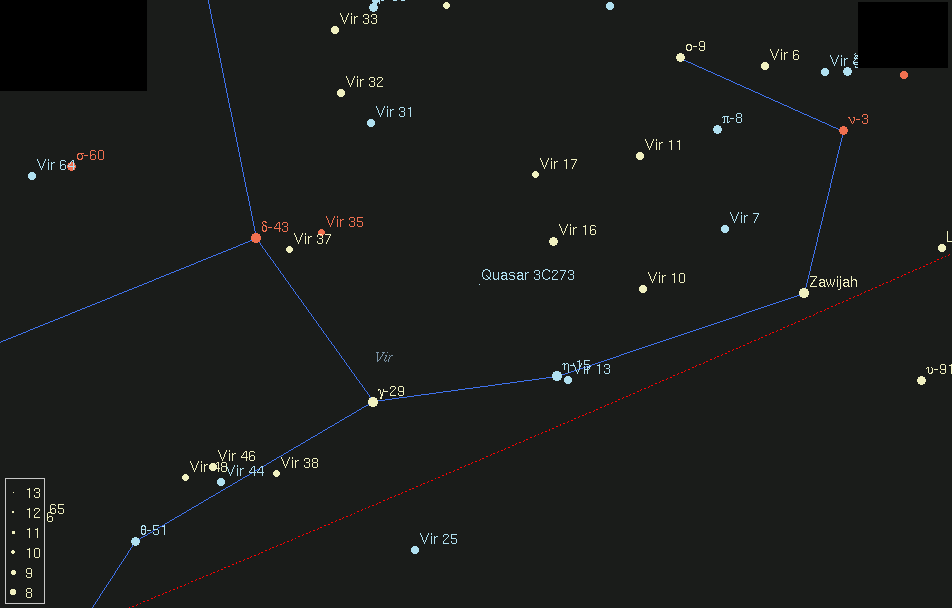
3C 273: Sternkarte
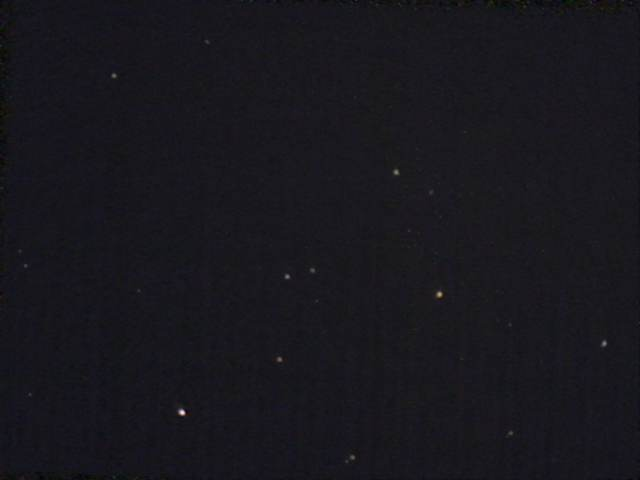
3C 273, aufgenommen mit einer ToUcam an einem 10″ SCT mit 600 mm Brennweite
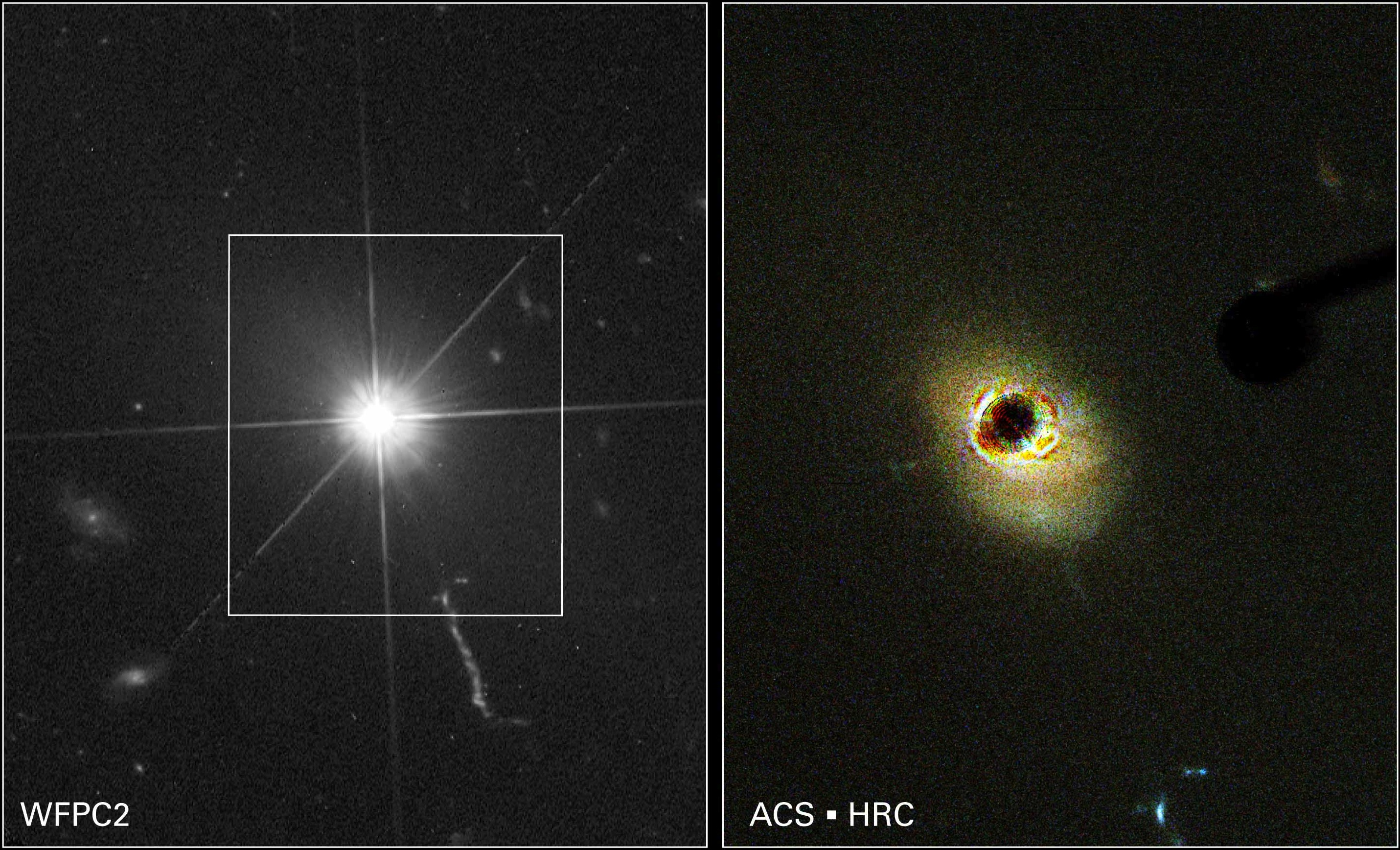
Die umgebende Galaxie wird in einer Aufnahme mit einem Koronograf des Hubble-Weltraumteleskops erkennbar.